# Racomitrium fuscescens
Racomitrium fuscescens là một loài Rêu trong họ Grimmiaceae. Loài này được Wilson mô tả khoa học đầu tiên năm 1857.